# Strafdivision 999
Die Strafdivision 999 war ein im Oktober 1942 aufgestellter Sonderverband des Heeres der deutschen Wehrmacht. Sie gehörte zu einem Gesamtsystem von Bewährungseinheiten, das den Militärstrafvollzug in den Dienst der Kriegsführung stellte. Die bisher vom Dienst in der Wehrmacht ausgeschlossenen politisch oder als Straftäter „bedingt Wehrunwürdigen“ sollten zum Dienst herangezogen werden. „Wehrunwürdig“ war jeder, der zu einer Zuchthausstrafe verurteilt oder nicht im Besitz der bürgerlichen Ehrenrechte war oder dem durch militärgerichtliches Urteil die Wehrwürdigkeit entzogen war. Mit Verfügung des Oberkommandos der Wehrmacht (OKW) vom 2. Oktober 1942 wurde die Wehrunwürdigkeit für die Dauer des Krieges aufgehoben. Von dieser Änderung waren mehrere zehntausend wehrfähige Männer betroffen. Der Verband hatte eine Gesamtstärke von etwa 37.000 Mann, wovon etwa 9.000 zum Stammpersonal gehörten.
Straffällige Angehörige der Wehrmacht wurden in der Strafdivision 500 eingesetzt, um sich dort zu bewähren.
Der Begriff Strafbataillon 999 war schon während des Krieges verbreitet, „Strafdivision 999“ wäre aber sachlich korrekt, denn eine Division hat 10.000 bis 30.000 Mann, ein Bataillon nur 300–1200 Mann. 1959 erschien ein Roman des Bestsellerautors Konsalik mit dem Titel Strafbataillon 999; das Werk wurde 1960 verfilmt.
Die Zwangsrekrutierten, insbesondere aktive Nazigegner, setzten in der Regel auch in der Wehrmacht ihre Widerstandsarbeit fort.
Der erste Einsatz der Truppe erfolgte im Frühjahr 1943 als „Afrikabrigade 999“ in der Schlacht um Tunesien mit einer Truppenstärke von 16.000 Soldaten. Viele von ihnen liefen während dieses Einsatzes zu den alliierten Truppen über.
Von der Ostfront wurde sie, nachdem zahlreiche Überläufer zur Roten Armee gelangt waren, bald zurückgezogen.
In Griechenland und Jugoslawien entwickelte sich aus den Reihen der 999er ein sehr aktiver Widerstandskampf. Die im September 1944 von den Wehrmachtangehörigen Falk Harnack und Gerhard Reinhardt unter den deutschen Truppen in Griechenland ins Leben gerufene Sammlungsbewegung Antifaschistisches Komitee Freies Deutschland (AKFD), deren Kämpfer überwiegend aus 999er-Einheiten kamen, nahm aktiv am bewaffneten Widerstand in der griechischen Befreiungsarmee (ELAS) teil.

## Geschichte

### Aufstellung der Bewährungseinheit
Ein Runderlass des Oberkommandos der Wehrmacht vom 11. April 1942 sah vor, dass nun auch Männer zum Wehrdienst herangezogen werden konnten, die ihre Wehrwürdigkeit aufgrund eines Strafurteils eines zivilen Gerichts verloren hatten. In einem Rundschreiben des Führerhauptquartiers vom 9. Dezember 1942 wird das Einziehen von Wehrunwürdigen mit einer entsprechenden Stimmung im Volk begründet. Das Schreiben spricht davon, dass die Bevölkerung kein Verständnis dafür habe, dass wehrunwürdige Personen weder zum Wehrdienst herangezogen noch für andere Dienste eingesetzt würden. In der Tat konnten wehrunwürdige Personen bis dato ihre Zeit in relativer Ruhe in der Heimat verbringen. Angesichts der Tatsache, dass man sie beispielsweise auch in Arbeitskommandos außerhalb der Wehrmacht hätte einsetzen können, erscheint es jedoch unwahrscheinlich, dass dies die bedeutendste Motivation gewesen ist, die betreffenden Personen einzuziehen. Abgesehen werden muss dabei außerdem von denjenigen Männern, die noch in einer Strafanstalt oder einem Konzentrationslager inhaftiert waren. Ihr Anteil an den „Bewährungsmännern“ betrug etwa 30 bis 40 Prozent. Der entscheidende Grund für den Einsatz Wehrunwürdiger lag wohl auch hier bei der großen Nachfrage an „Menschenmaterial“. Besonders die Kämpfe an der Ostfront waren sehr verlustreich; das NS-Regime sah sich offenbar gezwungen, auch auf diesen Personenkreis zurückzugreifen.
Ab April 1942 begann die Wehrmacht damit, erste sogenannte „WU-Mannschaften“ („WU“, d. h. „wehrunwürdig“) innerhalb der regulären Truppenteile aufzustellen. Der Aufstellungsbefehl für einen gesonderten Verband erging am 2. Oktober 1942. Ab dem 15. Oktober 1942 wurden Wehrunwürdige zu ihm eingezogen. Wegen ihres geplanten ersten Einsatzortes erhielt die Truppe den Namen „Afrika-Brigade 999“. Die Nummer 999 wurde gewählt, um den Abstand zu den regulären Infanteriedivisionen auszudrücken. Für die Dauer ihres Einsatzes wurden die Angehörigen des Verbands für „bedingt wehrwürdig“ erklärt. Den Männern wurde in Aussicht gestellt, dass sie ihre volle Wehrwürdigkeit zurückerlangen könnten, wenn sie sich „vor dem Feind“ bewährten. Bei solchen, die direkt aus der Haft eingezogen worden waren, wurde die Reststrafe nur bis zum Kriegsende ausgesetzt.

### Personelle Zusammensetzung der Bewährungseinheit
Die „Bewährungsmänner“ der Bewährungstruppe 999 waren fast ausschließlich Personen, die vorher keine Angehörigen der Wehrmacht gewesen waren und ihre Wehrwürdigkeit durch ein zivilgerichtliches Urteil verloren hatten. Man kann grob zwei Gruppen unterscheiden: Die eine, größere Gruppe war die der gewöhnlichen Kriminellen, die etwa 70 Prozent der 999er ausmachten. Die übrigen 30 Prozent waren meist Personen, die vermeintlich oder tatsächlich Opposition zum Nationalsozialismus praktiziert hatten und deshalb verfolgt wurden. Paragraph 13e des Wehrgesetzes regelte den Verlust der Wehrwürdigkeit für diejenigen, die wegen „staatsfeindlicher Betätigung“ verurteilt worden waren. Zwischen den beiden Gruppen gab es viele Überschneidungen und Grenzfälle. Eine „Straftat“ konnte beispielsweise auch politisch motiviert gewesen sein. Einige vom NS-Strafrecht als Verbrecher eingestufte Personen würden nach heutigen Maßstäben nicht als kriminell betrachtet werden, z. B. was Verstöße gegen die Nürnberger Gesetze anging. Ein Teil der Männer wurden direkt aus dem Strafvollzug zur Truppe transportiert. Nicht eingezogen werden sollten u. a. Homosexuelle und Landesverräter. Ebenfalls grundsätzlich ausgeschlossen waren Juden, Roma, Sinti, Jenische und Personen ohne deutsche Staatsangehörigkeit. Eine vergleichsweise sehr geringe Anzahl der Männer waren ehemalige Wehrmachtsoldaten, die durch ein militärgerichtliches Urteil ihre Wehrwürdigkeit verloren hatten. Obwohl für sie eigentlich die Bewährungstruppe 500 vorgesehen war, kamen sie zur Bewährungstruppe 999 (aufgrund gewisser „Sonderbestimmungen“, die unbekannt sind).
Unter den politischen 999ern waren Angehörige aus fast allen Gruppierungen vertreten, die vom Nationalsozialismus als feindlich betrachtet wurden. Es befanden sich dort unter anderem Kommunisten, Sozialdemokraten, Geistliche und auch Zeugen Jehovas. Außerdem wurden auch vereinzelt abtrünnige Nationalsozialisten eingezogen. Kalkül bei der Aufstellung dieser Truppe war es, „politisch Unzuverlässige“ besser überwachen und ggf. „aussondern“ zu können. Das Zusammenführen mit den Kriminellen konnte dabei bedingen, dass etwaige unangepasste Einstellungen neutralisiert wurden. Nicht selten kam es beispielsweise vor, dass oppositionelle Konspirationen Politischer innerhalb der Einheiten von kriminellen Kameraden verraten und dadurch vereitelt wurden. Für das Stammpersonal der Einheit wurden bevorzugt Männer ausgewählt, die von den verantwortlichen Stellen als politisch zuverlässig eingeschätzt wurden. Viele von ihnen waren vor dem Krieg bereits in nationalsozialistischen Organisationen aktiv. Im weiteren Verlauf des Krieges wurde es jedoch als Strafversetzung interpretiert, wenn Soldaten zum Stammpersonal der 999er transferiert wurden.
Insgesamt hatte die Bewährungstruppe 999 etwa 28.000 „bedingt wehrwürdige“ Angehörige, zuzüglich des Stammpersonals von etwa 9.000 Mann. Mit einer Gesamtstärke von 37.000 Soldaten war dieser Verband also zahlenmäßig stärker als die Bewährungstruppe 500.

### Einsatzorte und Charakter der Einsätze
Der erste Aufstellungsort des Verbands war der Truppenübungsplatz Heuberg in der Nähe von Stetten am kalten Markt. Ab dem 17. Dezember 1943 wurden die Einheiten des Bataillons 999 nur noch auf dem Truppenübungsplatz Baumholder (im heutigen Rheinland-Pfalz) aufgestellt. Erstmals zum Einsatz kommen sollte die Truppe in Nordafrika, weshalb sie zunächst als „Afrika-Brigade 999“ bezeichnet wurde. Allerdings wurde sie am 1. Januar 1943 zuerst als Besatzungstruppe nach Belgien geschickt. Die „Afrika-Brigade 999“ wurde Anfang Februar zur „Afrika-Division 999“ erweitert. Von Belgien wurde sie am 12. Februar 1943 nach Südfrankreich verlegt. Ab dem 9. März 1943 begann man damit, die 999er über Süditalien nach Tunis zu überführen. Nach der Niederlage der Achse in Nordafrika (Kapitulation am 13. Mai 1943) wurde die Truppe neu aufgestellt, verstärkt und nach Griechenland und auf den Balkan verlegt. Dort wurde sie wiederum als Besatzungstruppe eingesetzt bzw. bei der Partisanenbekämpfung und zum Festungsbau verwendet. Drei Infanterie-Festungsbataillone 999 wurden außerdem an der Ostfront zum Einsatz gebracht, während eines im Westen stationiert war. Darüber hinaus wurden zwei Baupionier-Bataillone 999 aus frontuntauglichen Männern gebildet. Die Verbände in Afrika und an der Ostfront erlitten sehr hohe Verluste. Die Afrika-Brigade 999 wurde im Mai 1943 aufgerieben, die drei in der Sowjetunion eingesetzten Festungs-Infanteriebataillone 999 im August 1944. Trotzdem hatten die meisten Verbände der Bewährungstruppe 999 zumindest zeitweise deutlich risikoärmere Einsatzgebiete als die der Bewährungstruppe 500, so dass man davon ausgehen kann, dass der Dienst bei den 999ern im Vergleich weniger Todesopfer forderte. Die Wehrmachtsführung bewertete den Einsatz der Bewährungstruppe 999 zunächst sehr positiv. Die Divisionskommandeure der Afrika-Brigade 999 waren der Meinung, „daß die ehemaligen Wehrunwürdigen sich […] hervorragend geschlagen haben.“ Diese Sichtweise änderte sich, als sich im weiteren Verlaufe des Krieges herausstellte, dass insbesondere die „politischen“ 999er als unzuverlässig angesehen werden mussten. Die 3. Abteilung der 999 kam im Februar 1943 in Griechenland zur Partisanenbekämpfung zum Einsatz, was insbesondere die Politischen zu Massendesertationen nutzten. Die Abteilung wurde deshalb am 18. Juni 1943 zur Sicherung der Insel nach Rhodos verlegt, wo sie am 9. Mai 1945 geschlossen in britische Kriegsgefangenschaft ging.

### Behandlung der Soldaten und unangepasstes Verhalten in der Truppe
Die Bewährungsbataillone 999 waren in Teilbereichen regulären Einheiten gleichgestellt. Das Stammpersonal war dazu aufgefordert, den Soldaten militärisch korrekt gegenüberzutreten, da von ihrem „ehrlichen Bewährungswillen“ ausgegangen werden sollte. Beschimpfungen, Misshandlungen und Quälereien waren zwar zu unterlassen, Zeitzeugen berichten jedoch, dass diese Bestimmungen ignoriert wurden, sodass man feststellen kann, dass der Dienst in dieser Truppe insgesamt deutlich härter war als in regulären Einheiten. Beim Strafexerzieren über den Kasernenhof behandelten einige Gefreite oder Unteroffiziere die Rekruten wie „Vieh“ und versuchten sich mit ihren brutal-obszönen Beschimpfungen zu übertreffen. Bei „straffem Dienst“ gab es starke Einschränkungen bei der Gewährung von Urlaub und Ausgang. Der Briefverkehr unterlag zumindest während der Ausbildung strengerer Zensur als bei regulären Einheiten.
Dies wurde in einer Sonderverordnung verfügt, die es für die Bewährungstruppe 500 nicht gab. Außerdem waren sowohl Verpflegung als auch Kleidung der Rekruten mangelhaft bzw. nicht ausreichend.

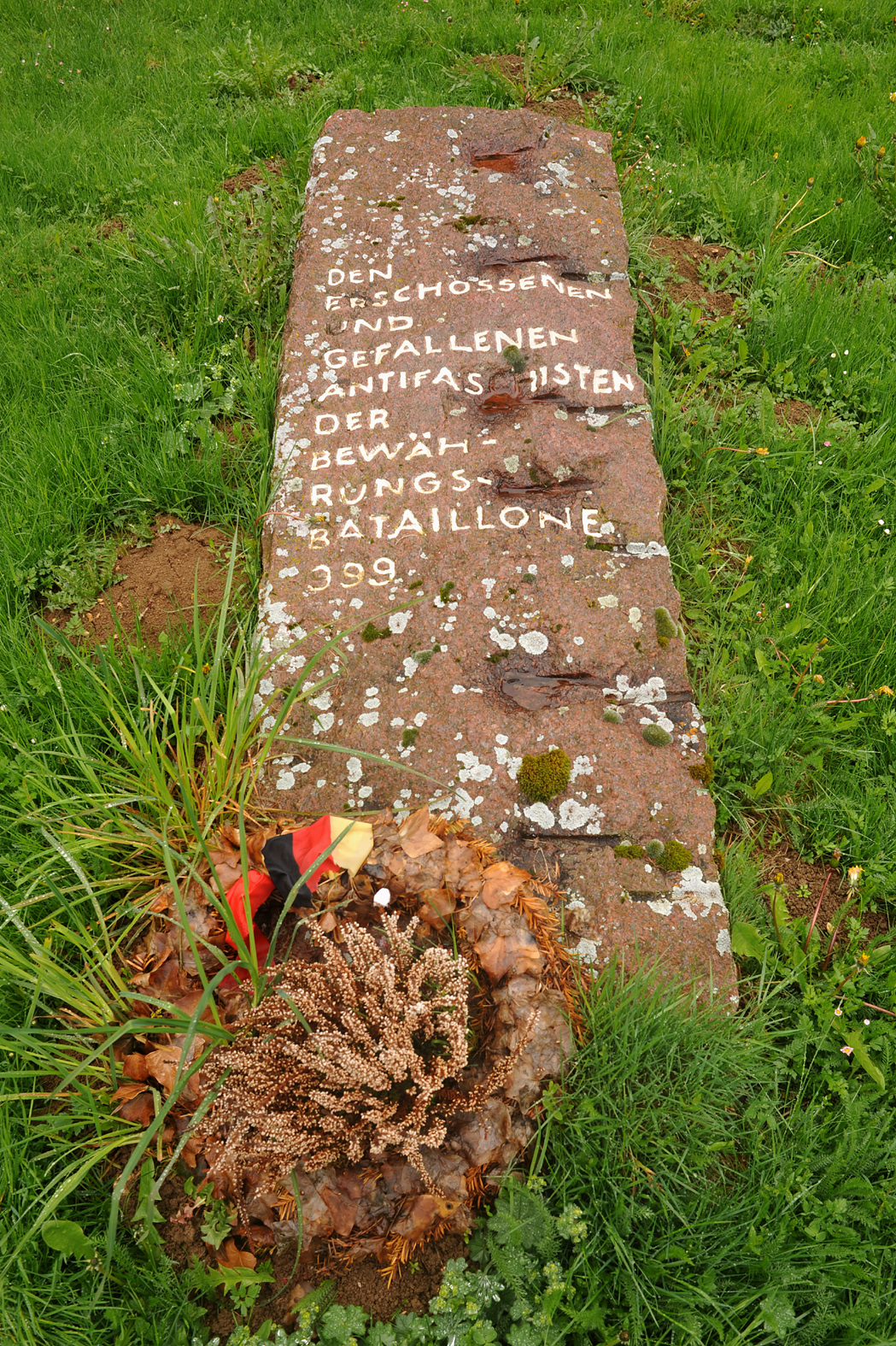
Mahnmal auf dem „Russenfriedhof“ in Stetten am kalten Markt

Man kann bei vielen Soldaten der Einheit von einem tatsächlich vorhandenen „Bewährungswillen“ ausgehen. Das gilt besonders für die „Kriminellen“. Tatsächlich gab es nicht wenige Fälle, in denen die volle Wehrwürdigkeit zurückerlangt wurde. Das Verhältnis zwischen den „politischen“ und „kriminellen“ Soldaten war schlecht, da die „Kriminellen“ häufiger als Denunzianten in Erscheinung traten. Aufgrund der hohen Anzahl von „Politischen“ in der Bewährungstruppe 999 spielte antifaschistischer Widerstand eine wichtige Rolle. In aller Regel äußerte sich dieser in der Form der Desertion. Besonders während der Einsätze auf dem Balkan und in Griechenland gelang es einigen 999ern, zu den örtlichen Partisanenverbänden überzulaufen. Auch bei den Bataillonen, die an der Ostfront stationiert waren, kam es zu Fällen, bei denen 999er zur Roten Armee überliefen. Im Verlaufe des Krieges häuften sich derartige Vorkommnisse immer mehr, sodass die Wehrmachtführung viele „politische“ 999er aus der Truppe entfernte. Sie wurden zurückgeführt und zum Teil anschließend im KZ Buchenwald interniert. Die immer stärker werdende Unzuverlässigkeit der Bewährungstruppe 999 war vermutlich der Auslöser dafür, dass die Ersatz-Brigade 999 am 18. September 1944 aufgelöst wurde. Das bedeutet, dass die bereits bestehenden Bataillone nicht mehr verstärkt wurden. Die endgültige Auflösung der Einheit, die zu diesem Zeitpunkt nur noch aus fünf Mann bestand, erfolgte am 1. Mai 1945. Wie auch bei der Bewährungstruppe 500 wurde unangepasstes Verhalten oft mit der Todesstrafe geahndet. Allein während der Ausbildung auf dem Heuberg wurden 37 Soldaten hingerichtet, in Baumholder waren es 29 Männer. Auch in den Einheiten, die im Felde standen, wurden Todesurteile vollstreckt. Über die Anzahl der 999er, die insgesamt hingerichtet wurden, liegen keine Angaben oder Schätzungen vor.
Die Gesamtzahl der Deserteure schätzte der Historiker Hans-Peter Klausch auf etwa 1500, davon rund 600 in Griechenland.

## Kommandeure
- Oberst Heinz Karl von Rinkleff – Oktober 1942 bis 2. Februar 1943
- Generalmajor Kurt Thomas – 2. Februar bis 1. April 1943
- Oberst Ernst-Günther Baade – 2. April bis 13. Mai 1943

## Divisionsangehörige
(In Klammern die Dauer der Dienstzeit)
- Wolfgang Abendroth (1943–1944), später Politologe
- Willi Agatz (1943–1945), kommunistischer Politiker, Reichstags- und Bundestagsabgeordneter
- Richard Arlt (1942–1943), Widerstandskämpfer gegen den Nationalsozialismus, Gewerkschafter
- Kurt Bennewitz (1943–1945), kommunistischer Widerstandskämpfer
- Willi Birkelbach (1942–1944), später Chef der Staatskanzlei in Hessen
- Hermann Bode (1943–1944), Braunschweiger Stadtverordneter und Widerstandskämpfer[49]
- Rudolf Brassat (1943–1945), kommunistischer Widerstandskämpfer
- Erich Dawideit (1943–1945), kommunistischer Widerstandskämpfer
- Georg Dix (1944–1945), kommunistischer Widerstandskämpfer
- Franz Ehrlich (1943–1945), Architekt
- Alfred Eickworth (1943), kommunistischer Widerstandskämpfer
- Gerhard Fauth (1942–1945), Journalist
- Georg Feller (1943–1945), Gewerkschafter, Widerstandskämpfer und Kommunalpolitiker
- Willy Feller, kommunistischer Politiker, Wiederaufbauminister in Rheinland-Pfalz 1946–1948
- Egon Franke (1943–1945), später Bundesminister für innerdeutsche Beziehungen
- Ludwig Gehm (1943–1944), später stellvertretender Bundesvorsitzender der Arbeitsgemeinschaft verfolgter Sozialdemokraten
- Albert Goldenstedt (1943–1945), KPD, Rote Hilfe, Widerstandskämpfer, später Bauingenieur und Vorsitzender der VVN Niedersachsen (1975–1981)
- Hasso Grabner (1942–1945), Schriftsteller
- Emil Rudolf Greulich (1942–1945), Schriftsteller, Mitbegründer des Schriftstellerverbandes der DDR
- Otto Grot (1943–1945), 1933 als Polizeileutnant, SPD und Reichsbanner, Widerstand in Hamburg, nach 1945 Kommandeur der Hamburger Schutzpolizei.
- Martin Hänisch (1943–1945), Grafiker, Maler, Schriftgestalter, Widerstandskämpfer, Dozent an der Hochschule für Bildende Künste Dresden
- Falk Harnack (1943), Dramaturg, Filmregisseur, gründete 1944 das Antifaschistische Komitee Freies Deutschland (AKFD) in Griechenland
- Hans Herker (1943), kommunistischer Widerstandskämpfer und Opfer des Naziregimes
- Werner Illmer (1943–1944), kommunistischer Widerstandskämpfer, Partisan und Opfer des Naziregimes
- Michael Jovy (1944), Diplomat, Widerstandskämpfer, Gerechter unter den Völkern
- Franz Kain (1942–1943), später Journalist, Schriftsteller und kommunistischer Politiker in Linz
- Karl König (1942–1944), Widerstandskämpfer, später Senator für Wirtschaft in West-Berlin
- Ulrich Komm (1943), später Schriftsteller
- August Landmesser (1944), Arbeiter und NS-Opfer
- Otto Ernst Lang (1942–1945), SPD, Widerstandskämpfer
- Erwin Lange (1942–1945), später SPD-Bundestagsabgeordneter
- Albert Lörcher (1942–1943), SPD, Widerstandskämpfer und Gewerkschafter
- Kurt Lohberger (1943–1944), Widerstandskämpfer, später General der Nationalen Volksarmee und Vorsitzender der Gesellschaft für Sport und Technik (GST)
- Arnold Münster (1943–1945), im Widerstand in Münster, später Professor für theoretisch-physikalische Chemie an der Goethe-Universität in Frankfurt am Main
- Peter Nellen (um 1943 – als Ausbilder), später CDU- und SPD-Bundestagsabgeordneter
- Franz Pfannenstiel (1944–1945), Funktionär der Revolutionären Sozialisten Österreichs
- Gerhard Reinhardt (1943), Gründungsmitglied des Antifaschistisches Komitees Freies Deutschland (AKFD), später SED-Politiker
- Franz Scheider (1942–1944), Widerstandskämpfer, KPD-Politiker
- Heinz Schröder (1942–1943), SPD, Widerstandskämpfer, später Vorsitzender der Vereinigung der Verfolgten des Naziregimes – Bund der Antifaschistinnen und Antifaschisten in West-Berlin
- Kurt Schwaen (1943–1945), KPD, Musiker, Komponist
- Dietrich Spangenberg (1944–1945), späterer SPD-Politiker
- Alfred Spindler (1943–1944), KPD-Politiker
- Heinz Steyer (1943–1944), Kommunist, Arbeitersportler und Widerstandskämpfer
- Alfred Ströer (1942–1945), später u. a. Leitender Sekretär des Österreichischen Gewerkschaftsbundes, Abgeordneter zum Nationalrat, Vorstandsvorsitzender der Bank für Arbeit und Wirtschaft
- Ernst Walsken (1942–1943), Maler und Widerstandskämpfer
- Fritz Wandel (1943–1945), KPD, einer der Anführer des Mössinger Generalstreiks
- Hans Weber (1942–1943), später Bürgermeister in Regensburg
- Willy Wendt (1943–1945), sozialistischer Widerstandskämpfer
- Johannes Zieger (1943–1945), Kommunist, Widerstandskämpfer

## Filme
- Strafbataillon 999 (BRD 1960, Regie: Harald Philipp, mit Sonja Ziemann, Werner Peters, Heinz Weiss, Horst Gnekow nach dem gleichnamigen Roman von Heinz G. Konsalik)
- Dschungelzeit (DDR/Vietnam) 1988, Regie: Jörg Foth